# Национальный дворец (Гаити)
Национальный дворец (фр. Palais Presidentiel или Palais National ) — дворец в столице Республики Гаити — Порт-о-Пренсе. Резиденция президентов Гаити расположена напротив площади Лувертюр недалеко от Марсова поля столицы.

## История
На этом месте до того стояло три подобных сооружения. Первый дворец был уничтожен 19 декабря 1869 года во время восстания, второй — разрушен в ночь на 8 августа 1912 года при взрыве, организованном политическими противниками президента Мишеля Синсиннатюса Леконта.
Третий президентский дворец был построен по проекту гаитянского архитектора Жоржа Боссана, получившего образование в Школе изящных искусств в Париже. Строительство началось в мае 1914 года под руководством архитектора Леонса Маигнана. После начала Первой мировой войны строительство дворца было прервано в связи со срывом поставок строительных материалов из Европы,  достроен дворец был только в 1922 году[уточнить].
Во время землетрясения 2010 года получил значительные разрушения. Снесён в 2012 году.